# Günter Horn (Maler)
Günter Horn (* 18. August 1935 in Berlin) ist ein deutscher Maler und Grafiker. Er ist seit 1993 mit der Theater- und Filmschauspielerin Karin Ugowski verheiratet und lebt und arbeitet in seinem Atelier, im Kunsthof in Grammentin. Günter Horn hat zwei erwachsene Töchter aus einer früheren Ehe.

## Künstlerisches Wirken
Günter Horn absolvierte von 1950 bis 1953 eine Lehre als Schiffbauer, bevor er 1953 eine Tätigkeit als Schmied, Dekorateur und Werbemaler begann.
Ab 1961 war er Theatermaler und Bühnenbildner an verschiedenen Berliner Theatern, wie z. B. am Maxim Gorki Theater und der Berliner Volksbühne. An der Berliner Volksbühne war er unter anderem für das Bühnenbild von Helmut Straßburgers renommierten Inszenierung von Diderots "Rameaus Neffe" verantwortlich. Mit über 296 Vorstellungen gehörte diese Inszenierung zu den erfolgreichsten Volksbühnen-Produktionen aller Zeiten, mit nationalen und internationalen Gastspielen. Zur selben Zeit begann die autodidaktische Entwicklung von Günter Horn als Maler und Grafiker.
Von 1965 bis 1967 wurde er von dem bekannten Maler und Grafiker Otto Nagel protegiert und gilt heute als sein letzter noch lebender Schüler. Seit 1969 ist Günter Horn freischaffender Maler und Grafiker.
Sein künstlerisches Schaffen wird häufig in zwei Phasen unterteilt. In der Zeit von 1969 bis 1985 entstanden viele Ölgemälde und Lithografien in Anlehnung an seine Heimatstadt Berlin. Dabei sind die Häuser mit den rahmenlosen schwarzen Fenstern und den Berliner Brandmauern wohl die bekanntesten Motive, die immer wieder in seinen Ölgemälden, Radierungen und Lithografien auftauchten. Sie symbolisieren wohl die großstädtische Anonymität und die oft als kalt und grau beschriebene Wirkung des damaligen Berlins mit den zum Teil noch stark zerstörten Altbauten aus dem Zweiten Weltkrieg in Ost-Berlin. Horn hatte im In- und Ausland eine bedeutende Zahl von Einzelausstellungen und Ausstellungsbeteiligungen, u. a. 1977/1978 und 1987/1988 an der VIII. und X. Kunstausstellung der DDR in Dresden.
Nach seinem Umzug auf das Land im Jahre 1985 begann seine zweite Schaffensphase, in der er die trist-traurig anmutenden und märchenhaften (Zitat) Landschaften Mecklenburgs auf seinen Bildern festhält.
Horn war von 1971 bis 1990 Mitglied des Verbandes Bildender Künstler (kurz: VBK), dem er 1990 kritisch gegenüberstand. Seit 1990 ist er Mitglied des Künstlerbundes Mecklenburg-Vorpommern und setzt sich zusammen mit seiner Ehefrau Karin Ugowski für die kulturelle Förderung der Region ein. Er erhielt dafür 2002 den Kulturpreis des Landkreises Demmin.
Von Horn sind auch Wandbilder und Deckenmalereien in verschiedenen Regionen Deutschlands zu sehen. Kalender und Kunstbände enthalten Werke aus seinen beiden Schaffensphasen, und viele deutsche Schauspieler haben Bilder in ihrem Besitz. Von 1990 bis 2003 war der von Horn und seiner Frau jährlich veranstaltete Kunsthof in Grammentin "Galerie das Gehöft" ein sommerlicher Anlaufpunkt für Künstler, Aussteller, Kunstfreunde und Touristen aus aller Welt.

## Werke im öffentlichen Besitz
Kupferstichkabinett Berlin, Märkisches Museum Berlin, Staatliches Museum Schwerin, Fritz-Reuter-Museum Stavenhagen, Kunstsammlung Neubrandenburg